# Eldöverfall
Eldöverfall är en militär term för överraskande beskjutning av ett fientligt förband. Ett eldöverfall genomförs vanligen av en grupp upp till en pluton och i sällsynta fall av ett helt kompani. Eldöverfall utförs med eldhandvapen, granater, minor samt i kombination med indirekt eld (granatkastare eller tungt artilleri) som leds mot målet från eldöverfallets observationsplats. Eldöverfallen planeras ofta noga samt förövas för att utförande förband skall kunna dra sig undan med så små förluster som möjligt. Eldöverfallet är en taktik som ofta används av numerärt eller materielmässigt underlägsna förband som genomför fördröjningsstrid, störstrid, försvarsstrid eller avvärjningsstrid. Med noggrann planering och djärvt ledarskap kan en enstaka pluton utmana och fördröja en hel fientlig bataljon genom att använda sig av en serie välplanerade eldöverfall. I till exempel Irak har USA de största förlusterna till följd av eldöverfall med minor som placeras ut vid vägarna. Ibland kombineras minöverfallen med direktverkande eld under någon enstaka minut. Ett annat exempel är Finska vinterkriget, där underlägsna finska trupper attackerade stora ryska konvojer.
Vid ett framgångsrikt eldöverfall, där fienden lidit ovanligt stora förluster, kan förbandschefen besluta om att övergå till överfall, vilket innebär att det egna förbandet tar målområdet (tar terräng) för att samla in fångar, material eller information (kartor, radioapparater, kryptonycklar med mera).